# Internacionalizálás és honosítás
Az internacionalizálás és a honosítás (más szavakkal kulturális beágyazás vagy nyelvi lokalizáció) olyan módszerek, melyekkel termékeket vagy szoftvereket viszünk át (adaptálunk) más, nem belföldi környezetbe, főként más országokba és kultúrákba. Rövidítése: i18n, az angol internationalization szóból ered (az első és utolsó betű között 18 másik betű áll), valamint L10n, az angol localization szóból, hasonló logikával. Közösen szokták „globalizáció”-nak is hívni ezt a két szót, de ennek van egy másik, közismertebb jelentése (lásd: globalizáció).
Az internacionalizálási és honosítási munkák legfőbb pontjai közé tartoznak az alábbiak:
- dátum-/időformátum (nemzetközi környezetekben UTC);
- pénznem;
- nyelv (ábécék, számok és balról jobbra, illetve jobbról balra író nyelvek; Unicode);
- a vallási vagy más érzékenységeket sértő kifejezések figyelembe vétele;
- nevek és címek;
- telefonszámok, postai címek és nemzetközi irányítószámok;
- mértékegységek.

Az internacionalizálás és a honosítás közötti különbség nagyon fontos. Az internacionalizálás termékek olyan adaptálása, hogy azok potenciálisan bárhol használhatók legyenek, míg a honosítás a különleges szolgáltatások hozzáadását jelenti, egy meghatározott nyelvi terepen való használatra. Tömören: az internacionalizálás a „többnyelvűvé képesre tétel”, míg a lokalizáció a más nyelvi környezetre való mozgatás. A kifejezetten a honosításra jellemző körök, többek közt:
- nyelvi fordítás;
- bizonyos nyelvek, mint például a kelet-ázsiai nyelvek különleges támogatása;
- helyi szokások;
- erkölcsi helyzetek;
- helyi tartalom;
- szimbólumok;
- esztétika;
- kulturális értékek és társadalmi környezet.

## Nehézségek
A szoftvertermékek elkészítésénél az internacionalizáció és a honosítás nehéz feladatnak bizonyul a fejlesztők számára, főleg, ha a szoftvert nem úgy tervezték, hogy az ilyen dolgokat a kezdetektől észben tartották. Gyakori szokás az, hogy elválasztják a szöveges adatokat és a többi környezetfüggő erőforrást a programkódtól. Így a másik környezet támogatása – jó esetben – csupán arra szorul, hogy kizárólag a különálló erőforrásban kell módosításokat végrehajtani, a kódot pedig eredeti formájában meghagyni – persze ez így leírva egyszerűbb, mint amilyen az valójában.
A fejlesztőcsapatnak szüksége van valakire, aki megérti a külföldi nyelveket és kultúrákat, valamint technikai háttere is van – ilyet nehéz lehet találni. Ezenkívül az erőforrások duplikálása karbantartási nehézségeket okozhat. Például, ha a számos nyelv egyikében megváltozik egy üzenet, amit a felhasználónak megjelenít a termék, az összes fordított változatot módosítani kell.
Mivel a szabad szoftver szabadon módosítható és forgalmazható, jóval alkalmasabb is az internacionalizálásra. Például egy projekt, melyet több mint hetven nyelvre lefordítottak, a KDE.